# Бон, Герман Иоганн де
Ге́рман Иога́нн Бо́н, после присвоения российского дворянства де Бо́н (в некоторых источниках фон Бо́н), он же Ге́рман Ива́нович, в некоторых источниках указан как Ге́рман Иога́н Бо́нн и Ге́рман Иога́н Бо́н, до принятия в российское подданство Хе́рман Йе́нсен Бо́н (дат. Herman Jensen Bohn; 1672, Рённе, остров Борнхольм, королевство Дания — 7 июня 1743 года, Ревель, Ревельская губерния, Российская империя) — российский генерал-аншеф, 4-й глава Рижской губернии, кавалер ордена Святого великого князя Александра Невского.

## Биография
Херман Йенсен Бон родился в городе Рённе на острове Борнхольм в 1672 году в семье торговца Йенса Хансена Стуве (ум. 1678) и Барбары Хермансдаттер, урождённой Бон (ум. 1723). Овдовев, мать в 1680 году вышла замуж во второй раз за шкипера Ханса Маркманда (ум. 1695). Вновь овдовев, она в третий раз вышла замуж за военного врача Симона Холста (ум. 1708). Обучался фортификации в Копенгагене.

### Начало военной карьеры
Поступил на службу в датскую армию в 1697 году в чине унтер-кондуктора. В 1699 году был зачислен в Зеландский пехотный полк в звании секунд-лейтенанта. В 1701—1702 годах в составе датского вспомогательного корпуса в австрийской армии участвовал в войне за Испанское наследство на территории Италии. Талант картографа помог ему дослужиться до чина генерал-адъютант-лейтенанта. В 1705 году получил звание генерал-квартирмейстер-лейтенанта.

### На русской военной службе
В 1708 году по рекомендации австрийского военного руководства принят русским царём Петром I на службу в должности генерал-квартирмейстера (в чине полковника), в 1709 году участвовал в Полтавской битве, за заслуги получил чин бригадира. С 1711 года — генерал-майор, с июля 1711 по 1712 год командовал  Угличским пехотным полком, во время неудачного Прутского похода участвовал в переговорах о выходе российской армии из окружения.
В 1713 году назначен шефом Казанского пехотного полка. В 1716 году в составе российского корпуса под командованием Петра I, планировавшего высадку российской и датских армий на территории Швеции, прибыл в Копенгаген. Однако попытки вернуться на службу в датскую армию оказались безуспешными. В 1718 году вновь принят на службу в русскую армию уже в звании генерал-лейтенанта.
После удачного брака, заключенного в 1722 году, зачислен в состав лифляндского дворянства. В 1723 году назначен командующим российскими войсками в Лифляндии и членом Военной коллегии. Зимой 1724 года в крепости Дёмиц от имени императора Петра I вёл переговоры с Карлом Леопольдом о возможном вхождении герцогства Мекленбург в состав Российской империи. От предложения императора герцог отказался.
Несмотря на сложные отношения с А. Д. Меншиковым, фаворитом новой императрицы Екатерины I, 21 мая (1 июня) 1725 года Герман Иоганн де Бон стал одним из девятнадцати первых кавалеров ордена Святого великого князя Александра Невского. Командовал войсками на строительстве Ладожского канала.
В 1726 году получил чин генерал-аншефа, ожидал назначение на должность командующего Персидским корпусом, однако в связи со смертью А. И. Репнина в июле 1726 года назначен губернатором Рижской губернии, занимал эту должность с 3 июля по 30 декабря 1726 года. В 1727 году стал вице-президентом Военной коллегии и переехал в Санкт-Петербург, где проживал в доме между 1-й и 2-й линиями на Васильевском острове. Во время службы в Военной коллегии особенное внимание уделял делу образования войск.

### В отставке
В 1731 году подал в отставку и поселился в Ревельской губернии. Ещё в 1727—1729 годах он приобрёл здесь несколько мыз (поместий) у барона Адама Фридриха фон Штакельберга и графа Карла Густава Лёвенвольде — Маарт, Костифер, Ягговал, Разик, Пиква, Кампен, Аллафер и Койтьерв. На покое увлёкся ведением фермерского и лесного хозяйства. Лето проводил большей частью на мызе Маарт, зиму — в Ревеле. Вместе с супругой он уделял большое внимание образованию детей крестьян.
В конце жизни сблизился с пиетистами. Вёл переписку с богословом Августом Германом Франке и пастором Николаем Людвигом Цицендорфом. На внесённые им с 1736 по 1739 год пожертвования в 1739 году в городе Галле тиражом в 6000 экземпляров была напечатана первая Библия на эстонском языке. Перевод Библии был сделан Антоном Тором Хелле. В 1741 году Герман Иоганн де Бон опубликовал новое издание Библии на эстонском языке с гравюрами. Умер в Ревеле 7 июня 1743 года и похоронен в Домском соборе этого города.

## Семья
В 1722 году женился на Катарине фон Бреверн (06.09.1679 — 21.10.1746), урождённой Рейтерн, вдове вице-президента Юстиц-коллегии Германа фон Бреверна (1663—1721). Брак был бездетным. Его супруга считалась «свойственницей» Екатерины I. Она приходилась родственницей воспитательнице императрицы Христине Глюк, урождённой Рейтерн, жене пастора Эрнста Глюка.

## Комментарии
1. ↑  Вместо Германа Иоганна де Бона командующим Персидского корпуса был назначен князь Василий Владимирович Долгоруков[13].
2. ↑  По имени своего первого владельца это здание получило название «Бонова дома». Ныне в нём располагается Химическая лаборатория им. М.В. Ломоносова[3].